# Myrceugenia parvifolia
Myrceugenia parvifolia är en myrtenväxtart som först beskrevs av Dc., och fick sitt nu gällande namn av Eberhard Max Leopold Kausel. Myrceugenia parvifolia ingår i släktet Myrceugenia och familjen myrtenväxter. Inga underarter finns listade i Catalogue of Life.